# Ursäkta, här kommer snuten!
Ursäkta, här kommer snuten! (engelska: Freebie and the Bean) är en amerikansk långfilm från 1974 i regi av Richard Rush, med Alan Arkin, James Caan, Loretta Swit och Jack Kruschen i rollerna.

## Handling
Freebie och Bean är två San Francisco-poliser som har ett mål här i livet: att ta fast Red Meyers, som driver en kriminell liga. Efter flera månader lyckas de få in bevis mot honom, men innan de hinner arrestera Meyers så får de höra att en lönnmördare fått i uppdrag att mörda Meyers.

## Rollista
| Alan Arkin     | – Bean           |
| James Caan     | – Freebie        |
| Loretta Swit   | – Meyers fru     |
| Jack Kruschen  | – Red Meyers     |
| Mike Kellin    | – Löjtnant Rosen |
| Paul Koslo     | – Whitey         |
| Linda Marsh    | – Freebies tjej  |
| John Garwood   | – Chauffeur      |
| Alex Rocco     | – D.A.           |
| Valerie Harper | – Beans fru      |